# 제22회 골든 래즈베리상
제22회 골든 래즈베리상은 2001년 영화를 대상으로 2002년 3월에 열린 시상식이다. 산타모니카, Abracadabra Theatre에서 개최되었다.

## 수상 및 후보

### 최악의 작품상
- 프레디 갓 핑거드 수상
- 드리븐
- 글리터
- 진주만
- 3000 마일

### 최악의 남우주연상
- 프레디 갓 핑거드 - 톰 그린 수상
- 진주만 - 벤 애플렉
- 3000 마일 - 케빈 코스트너
- 스위트 노벰버 - 키아누 리브스
- 하드볼 - 키아누 리브스
- 디스터번스 - 존 트라볼타
- 스워드피쉬 - 존 트라볼타

### 최악의 여우주연상
- 글리터 - Mariah Carey 수상
- 코렐리의 만돌린 - 페넬로페 크루즈
- 바닐라 스카이 - 페넬로페 크루즈
- 툼 레이더 - 안젤리나 졸리
- 오리지널 씬 - 안젤리나 졸리
- 엔젤 아이즈 - 제니퍼 로페즈
- 웨딩 플래너 - 제니퍼 로페즈
- 스위트 노벰버 - 샤를리즈 테론

### 최악의 남우조연상
- 캣츠 앤 독스 - 찰톤 헤스톤 수상
- 혹성 탈출 - 찰톤 헤스톤 수상
- 타운 앤 컨트리 - 찰톤 헤스톤 수상
- 글리터 - 맥스 비슬리
- 드리븐 - 버트 레이놀즈
- 드리븐 - 실베스타 스탤론
- 프레디 갓 핑거드 - 립 톤

### 최악의 여우조연상
- 혹성 탈출 - 에스텔라 워렌 수상
- 드리븐 - 에스텔라 워렌 수상
- 프레디 갓 핑거드 - 드류 베리모어
- 3000 마일 - 커트니 콕스
- 프레디 갓 핑거드 - 줄리 하거티
- 타운 앤 컨트리 - 골디 혼

### 최악의 감독상
- 프레디 갓 핑거드 - 톰 그린 수상
- 진주만 - 마이클 베이
- 타운 앤 컨트리 - 피터 첼섬
- 글리터 - 본디 커티스 홀
- 드리븐 - 레니 할린

### 최악의 각본상
- 프레디 갓 핑거드 수상
- 드리븐
- 글리터
- 진주만
- 3000 마일

### 최악의 속편상
- 혹성 탈출 수상
- 크로커다일 던디 3
- 쥬라기 공원 3
- 진주만
- 스위트 노벰버

### 최악의 커플상
- 진주만 - 벤 애플렉 & 케이트 베킨세일/조쉬 하트넷 수상
- 글리터 - Mariah Carey의 젖가슴
- 프레디 갓 핑거드 - 톰 그린 & 그가 괴롭히는 모든 동물들
- 드리븐 - 실베스타 스탤론 & 버트 레이놀즈
- 3000 마일 - 커트 러셀 & 케빈 코스트너/커트니 콕스

## 같이 보기
- 제74회 아카데미상
- 제55회 영국 아카데미 영화상
- 제59회 골든 글로브상
- 제8회 미국 배우 조합상